# Tolva (Huesca)
Tolva (Tolba en catalán ribagorzano) es un municipio de la provincia de Huesca (España), que forma parte de la comunidad autónoma de Aragón. 
El término municipal se extiende por el valle mediano del río Cajigar que cruza el territorio de norte a sur, entre los contrafuertes orientales de la sierra del Castillo de Laguarres (conocida popularmente como Serra de l'Armellera) y el congosto de Ciscar. El río de Viacamp y el barranco de San Cristóbal afluyen por la izquierda y el Riu Sec y l'Arguinoga por la derecha. Su relieve tiene forma, como su propio nombre indica, de tolva (embudo). El pueblo está situado en el centro de dicha tolva.

## Historia
Tolva es un nombre de origen romano que en la antigüedad designaba a lo que es el conjunto del municipio de Tolva, ya que en esta época el pueblo no existía como tal. El lugar donde hoy se asienta el pueblo fue primeramente conocido como "el puy" o pueyo, es decir una zona elevada del terreno. Cerca de la cima de este cerro hay una fuente, lo cual podría explicar porque pasó a ser un cruce de caminos. Por aquí pasaba la vía romana que bajaba de Viacam e iba a Ciscar y Enteza y se originaban los ramales que conducían a Luzas y la Almunia, a Lascuarres a través de la sierra de La Atmellera, a Benabarre o a l'Estall y Fet. Con todo la primera población de la zona se asentaba en Fals donde podían protegerse dentro de las murallas. La villa de Tolva tiene sus orígenes, presumiblemente, en los años posteriores a la reconquista de la zona. Una vez eliminados los peligros de ser zona fronteriza las gentes comenzaron a establecerse en "el puy"  que a diferencia de Fals contaba con un suministro adecuado de agua potable y un mejor acceso al río. En la villa se asentaron hombres libres. Muchos de ellos eran hombres de armas, lo cual explica los escudos que pueden observarse en los dinteles de las puertas de varias de las casa del municipio. A partir de aquí la historia de la villa va ligada a la del condado de Ribagorza. Durante estos años no existen registros históricos destacables que afecten de forma exclusiva al municipio. Excepto tal vez aquello que hace referencia a la construcción y tenencia del castillo de Falces y a la supremacía de la iglesia de Falces sobre la de la villa, o al traslado de las piedras sillares de su puerta para ser posteriormente montada e incorporada a la iglesia de Santa María de Puy en la propia villa.
Respecto a su historia más reciente cabe destacar la intensa actividad del comité anarquista en los primeros años del levantamiento militar franquista. En estos días fueron frecuentes los fusilamientos de contrarios (siempre al llegar la noche) lo cual obligó al exilio a varias personas en el momento en que las tropas de Franco se hicieron con el poder. Cuentan los mayores del pueblo que cuando recibieron aviso de que las tropas llegaban todos huyeron por temor a las "fuerzas moras". Muchos se refugiaron en Fals y otros en una cueva que está más allá del antiguo campo de fútbol, cerca del río de la Arinoga. Primero pasó la aviación, que echó varias bombas a consecuencia de las cuales quedaron destruidas algunas casas (las situadas donde ahora está la placeta de los columpios o la que había enfrente de casa Sastret). Las tropas pasaron y siguieron hacia la frontera con Francia. La gente se aprestó a volver inmediatamente y solo fueron saqueadas (no se sabe muy bien por quién) aquellas casas que habían sido abandonadas por gente que había huido a Francia.
En esta época de revueltas se produjo probablemente el único hecho sangriento (ajeno a la contienda) del pueblo de Tolva que sus habitantes puedan recordar. El crimen del Más de Bilanova. Fueron asesinados tres hermanos: dos mujeres y un hombre. El motivo fue el robo, ya que se rumoreaba que atesoraban gran cantidad de monedas de oro y de plata. El crimen fue perpetrado por persona del mismo pueblo de Tolva. Uno de los principales cabecillas fue apresado y juzgado tras la guerra. Un segundo consiguió huir y no fue apresado hasta muchos años después. 
Para más información sobre la historia del pueblo se puede leer el libro "Tolva, una ventana abierta a su recuerdo" de Juan Antonio Esparaber Riu (ISBN: 978-84-09-40118-5; Ed. La Central, S.C.; Primera ed. Madrid: 2022).

## Geografía
Típica de los prepirineos, con colinas bajas y ríos poco caudalosos que pueden llegar a secarse en verano. Aunque el pueblo se halla sobre una elevación del terreno, este se halla a su vez rodeado de colinas, lo cual hace que, visto desde el aire, asemeje una tolva, estando el pueblo situado en el centro de la misma. Tolva es la entrada a la sierra del Montsec, que es un magnífico mirador del embalse de Canelles, donde se halla situado el desfiladero de Monrebey. 
Tolva es también un buen enclave para la observación astronómica (Vía Láctea, lluvia de estrellas, etc.). Desde 2018 cuenta con un observatorio meteorológico y astronómico. Este observatorio tiene una web de datos meteorológios y astrofotografia (www.astrotolva.com).

## Inmuebles de interés
- Iglesia de Santa María del Puy (Tolva)
- Iglesia de San Justo y San Pastor (Fals)
- Castillo de Falces
- Ermita de Santa Anastasia (Tolva)

### Núcleos de población del municipio
- Almunia de San Lorenzo
- Luzás
- Tolva (capital del municipio)
- Sagarras Bajas

## Clima
Típico de los prepirineos. Con inviernos fríos y veranos suaves. Apenas nieva (una o dos veces al año) y cuando lo hace es de forma limitada, nunca en abundancia. El clima estival es particularmente benigno, lo cual lo hace ideal como zona de veraneo.

## Demografía
Tolva cuenta con una población de 132 habitantes (INE 2024).
| Gráfica de evolución demográfica de Tolva entre 1842 y 2021 |
| |
| Población de derecho según los censos de población del INE Población de hecho según los censos de población del INEEntre el censo de 1970 y el anterior, crece el término del municipio porque incorpora a Luzás |

## Economía
Típicamente rural. La agricultura y la ganadería pueden considerarse las principales actividades económicas. Los terrenos yermos representa el 5%, que se aprovecha para pastos. Han sido replantadas 100 ha de bosque. El paisaje ofrece un buen ejemplo de campos sembrados de cereales, interrumpido por unos pocos olivos y almendros. Existió una cooperativa agraria, " Santa Anastasia ", que se disolvió en 2016. En cuanto al régimen de propiedad, con anterioridad al año 2000, un 73 % de las tierras censadas eran explotadas directamente y un 18 % en arrendamiento. En la actualidad, como consecuencia del envejecimiento de la población activa, la tendencia se ha invertido. Las tierras de regadío tienen escasa importancia. Antiguamente, para el riego se aprovechaban pozos artesanos, pequeñas corrientes de agua del río de Viacamp y algunos barrancos que afluyen al río Queixigar. En la actualidad casi han desaparecido las tierras de regadío como consecuencia de falta de mano de obra para estos menesteres y por la sobreexplotación de ríos y barrancos con destino a la ganadería. La superficie labrada se distribuye entre el cultivo del cereal, con predominio de la cebada, trigo, colza y girasol. Prácticamente ha desaparecido el cultivo de forrajes como pipirigallo ("esparceta") y alfalfa. Casi no acaban de quedar olivos, almendros y viña, cultivos que en 1960-1970 todavía alcanzaba un 6 %.
El clima es adecuado para el cultivo de nogales y es fácil hallar de tanto en tanto árboles autóctonos. En la actualidad algunos vecinos han procedido a repoblar pequeñas parcelas con nogal de california. También es típico de la zona el árbol del membrillo, aunque en la actualidad los árboles que crecen son silvestres y no se recoge la fruta. Otros árboles frutales autóctonos son el de las granadas, las higueras o los "xinxoleros".En la actualidad es posible hallar un número significativo de parcelas repobladas con encinas, nogales y robles micorrizados para la producción de trufa negra.
La ganadería ovina, antiguo complemento tradicional de la economía agraria, prácticamente ha desaparecido como tal, la última explotación industrial, que combinaba el pastoreo con naves de cría y engorde, cesó su actividad por jubilación en 2016. El ganado porcino es típico del municipio. Antiguamente existían muchas explotaciones familiares, pero en la actualidad solo queda una de gran tamaño. Esta explotación contaba con uno de los primeros "camping" de cría al aire libre de España. Hasta hace unos años era también posible hallar explotaciones de ganado vacuno (ternero de engorde) y explotaciones familiares, de pequeño tamaño, para la cría de conejo.
A principios del siglo XX, había habido una pequeña industria textil, molinos de harina y de aceite; además de una importante factoría de destilación de espliego, ya desaparecida. De ello se deduce la riqueza de la zona en plantas aromáticas típicamente mediterráneas (romero, tomillo, espliego, saponaria, verbena,....).
En la actualidad el pueblo cuenta con una gran explotación porcina y la agricultura se concentra en torno a dos vecinos en régimen de arrendamiento. Otras fuentes de ingresos son la recolección de miel y la de la trufa. Existen varias explotaciones apícolas capaces de proporcionar miel de romero y de "mil flores" de primera calidad. En el municipio existe un invernadero dedicados al cultivo de avellanos, robles y encinas micorrizadas con "tuber melanosporum" (trufa negra). Como negocio en el sector de los servicios cabe destacar la "panadería de Tolva", famosa por su pan, sus cocas y sus magdalenas. Su prestigio se remonta a antes de la guerra y sus productos tienen fama a nivel nacional. Desde 2009 el pueblo cuenta con el restaurante Els Cremalls, donde se sirve comida mediterránea.El pueblo cuenta también con una industria artesanal de chocolates y caramelos, de muy buena calidad, abierto al público. 
Hay un coto de caza (jabalí, codorniz, liebre,...), actualmente de explotación privada, que distribuye bajo pago las licencias de caza, siendo la responsable de garantizar, si fuese necesario, la repoblación y la preservación de esta fauna a fin de evitar su extinción. La caza de jabalí lo que atrae a numerosos grupos de cazadores en la época de caza (invierno hasta principios de primavera). En el otoño es punto de partida para los "boletaires" ya que en los municipios cercanos hay extensas zonas de pinar que atraen a muchas personas en la época de la recolección de setas, principalmente níscalos y mocosa negra ("rovellons i llanegues").
El microclima de la zona convierte al pueblo en zona de veraneo, por ello más de la mitad de sus casas son segundas residencias. Cuenta con varias casas rurales (se puede consultar la web del ayuntamiento de Tolva para más información) que se alquilan a aquellas personas que deciden pasar en el pueblo unos días. Además de un clima muy idóneo cuenta con instalaciones deportivas (frontón, fútbol, petanca,....), piscina, chiringuito, rutas de "trekking", escalada, barranquismo,...siendo la puerta de entrada al "Montsec" occidental y al "desfiladero de Monrebey".
Tolva está situada en la carretera nacional que une Lérida con Viella y es utilizada como zona de descanso de muchos viajeros (esquiadores, viajantes,..). Cuenta con un buen sistema de comunicación con el resto de España a través de Lérida. La empresa ALSA cuenta con dos autobuses de ida y dos de vuelta diarios que comunican el pueblo con Pont de Suert y Viella por un lado y con Lleida y Barcelona por el otro..

## Administración y política
| Período   | Alcalde                      | Partido | Partido |
| --------- | ---------------------------- | ------- | ------- |
| 1979-1983 | José Cosials Piniés          | Ind.    |         |
| 1983-1987 | Juan Carlos Galindo Bardella | PSOE    |         |
| 1987-1991 | Juan Carlos Galindo Bardella | PSOE    |         |
| 1991-1995 | Juan Carlos Galindo Bardella | PSOE    |         |
| 1995-1999 | Juan Carlos Galindo Bardella | PSOE    |         |
| 1999-2003 | Jesús Oliva                  | PSOE    |         |
| 2003-2007 | Óscar Mas                    | PSOE    |         |
| 2007-2011 | Rafael del Pino              | PSOE    |         |
| 2011-2015 | María Lourdes Pena Subirá    | PSOE    |         |
| 2015-2019 | María Lourdes Pena Subirá    | PSOE    |         |
| 2019-     | Isidro Franco                | PSOE    |         |

| Partido político    | Partido político                                   | 2007   | 2011   | 2015   | 2019   | 2023   |
| Partido político    | Partido político                                   | Ediles | Ediles | Ediles | Ediles | Ediles |
|                     | Partido de los Socialistas de Aragón (PSOE-Aragón) | 5      | 4      | 3      | 3      | 4      |
|                     | Partido Aragonés (PAR)                             | —      | 1      | 2      | 1      | —      |
|                     | Partido Popular de Aragón (PP)                     | —      | —      | —      | 1      | 1      |
| Total de concejales | Total de concejales                                | 5      | 5      | 5      | 5      | 5      |

## Fiestas locales
Las fiestas más arraigadas son las religiosas, aunque muchas veces han perdido su carácter sacro y han pasado a ser más populares, junto con otras de iniciativa del pueblo.
- Invierno: Se celebran fiestas para Santa Águeda (patrona de las mujeres) y por San Antonio, donde el pueblo trae diversos alimentos y son subastados para cubrir las necesidades de la Iglesia.
- Primavera: Se celebraban fiestas tradicionalmente en honor de Santa Anastasia a mediados de abril, pero actualmente se hacen coincidir para la Semana Santa, por la mayor afluencia de gente. Celebraciones religiosas de Semana Santa, Corpus,...
- Verano: San Juan, con la tradicional hoguera con un muñeco en la parte superior (peleli), que es quemado. Además se organizan diversas fiestas populares con cenas, música,...
- Otoño: San Miguel, el Pilar, Todos Santos y la Purísima.

## Figuras ilustres del municipio
- Casilda Manzana Lleida
- José Til Perise[10]
- Juan Antonio Esparaber Rius[11]